# Bassaniodes caperatus
Bassaniodes caperatus es una especie de araña cangrejo del género Bassaniodes, familia Thomisidae. Fue descrita científicamente por Simon en 1875.

## Distribución
Esta especie se encuentra en el Mediterráneo, Turquía, Ucrania y Rusia.